# واين ديلون
واين ديلون هو لاعب هوكي الجليد كندي، ولد في 25 مايو 1955 في تورونتو في كندا.

## وصلات خارجية
- واين ديلون على موقع دوري الهوكي الوطني (الإنجليزية)
- واين ديلون على موقع قاعة مشاهير الهوكي (لاعب أن.إتش.أل) (الإنجليزية)
- واين ديلون على موقع EliteProspects.com (الإنجليزية)
- واين ديلون على موقع HockeyDB.com (الإنجليزية)
- واين ديلون على موقع Hockey-Reference.com (الإنجليزية)